# Musée archéologique national Jatta
Pour les articles homonymes, voir Musée archéologique national.
Le musée archéologique national Jatta, installé dans quatre salles du palais Jatta à Ruvo di Puglia, représente le seul spécimen en Italie méridionale d'une collection archéologique privée du XIXe siècle qui soit restée inchangée par la conception muséographique originale.
Cet ensemble a été constitué entre 1821 et 1842 à l’initiative des frères Giovanni et Giulio Jatta (1775-1836). Il a ensuite été conservé par Giulia Viesti (1795-1848), épouse de Giulio Jatta, puis installé dans les salles du palais Jatta entre 1848 et 1850 par Giovanni Jatta fils. La descendance cultivée de ce dernier a permis à la collection de parvenir intacte, voire agrandie, jusqu'en 1991 quand l'État italien en fit l'acquisition pour l'ouvrir au public en 1993, dans le nouveau musée archéologique national Jatta.

## Histoire de la collection Jatta
Giovanni et Giulio Jatta sont nés à Ruvo di Puglia dans une famille modeste dont le prestige fut accru par le mariage d’une de leurs tantes avec Domenico Cotugno, médecin à la cour de Naples. Les deux frères font leurs études à Naples sous la protection de leur grand-oncle : Giovanni se consacrant au droit privé, Giulio à la médecine puis à la carrière militaire. Tous deux adhèrent à la « décennie française » et aux idées libérales de Napoléon Bonaparte, mais après la brève saison révolutionnaire des républiques démocratiques, ils sont obligés de quitter l’Italie, pour cause de trahison, et n’y retournent qu’après l’institution de la République Cisalpine en 1801 par Bonaparte.
Après la restauration des Bourbons, les deux frères décident de se retirer de la vie publique. Giovani se consacre au droit privé, Giulio à sa famille et à ses propriétés de Ruvo, où il est forcé de résider pour avoir déserté l'armée bourbonienne. Cette période se situe aux alentours de 1821, quand ils commencent à collectionner des objets antiques, dans l’idée de protéger des pièces importantes de l’histoire de leur région, et surtout d’éviter leur dispersion à l'étranger.

### Le Palais Jatta à Ruvo di Puglia

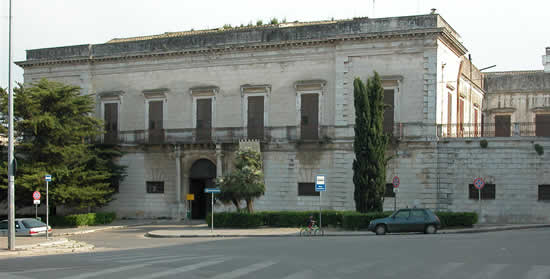
Le palais Jatta.

Dans les années 1830, la collection est déjà si riche que les deux frères pensent à la construction d’un édifice pouvant accueillir toutes les pièces : la construction du palais, projetée par l'architecte de Bitonto Luigi Castellucci, est achevée entre 1842 et 1844, alors que Giulio est décédé et que Giovanni très âgé, sans femme ni enfants, compte sur sa belle sœur Giulia Viesti et son neveu, Giovanni Jatta fils. Grâce à ces derniers, le patrimoine historique de la famille est sauvegardé : Giovanni Jatta fils, personnage majeur de l’histoire de la famille, aménage le musée. Savant et expert il publie le seul catalogue de la collection aujourd’hui édité (G. Jatta, Catalogo del Museo Jatta, Napoli 1969). Orphelin de père et de mère, il se marie à dix- huit ans et a quatorze enfants, dont dix fils, grâce auxquels la collection n’est pas dispersée.

## Le collectionnisme auXIXesiècle
L’histoire des Jatta s’insère dans le phénomène du collectionnisme du XIXe siècle, alors que l’Italie méridionale, et les Pouilles en particulier, deviennent par leur richesse archéologique le territoire privilégié de collectionneurs et de marchands venus de l’Europe entière.
Les Jatta ont alors recueilli l’une des plus importantes collections archéologiques privées au monde. Forte de plus de 2 000 pièces, cette dernière est réputée pour l’excellente qualité artistique de la céramique attique, apulienne et lucanienne à figures rouges, ainsi que de la céramique d’importation coloniale. La collection se distingue par l’originalité des formes et de l'iconographie des vases, ainsi que par la qualité des terres cuites figurées, des objets en bronze et des pièces en pâte de verre.

## Le musée
Le musée occupe aujourd’hui quatre salles dans l’une des galeries du rez-de-chaussée du palais Jatta. Jusqu’en 1915, une cinquième salle abritait un médailler qui a été entièrement volé : il ne reste de trace des monnaies qui étaient exposées que dans le catalogue de Giovanni Jatta fils (1869).
Dans les salles les vases sont regroupés par style, des formes indigènes achromes ou à décor géométrique, aux productions monumentales attiques et italiotes. Les objets les plus importants sont placés sur des troncs de colonne en bois simulant le marbre, avec une base mobile pour mieux observer les deux faces du vase, ce qui confère à l’espace d’exposition une allure néo-classique. Au centre de la dernière salle, en face du buste en marbre de Giovanni Jatta senior, trône le célèbre vase éponyme du Peintre de Talos.
Le cadre, resté inchangé depuis la fondation du musée, est un précieux témoignage de la muséographie du milieu du XIXe siècle.

### Première salle
La première salle, dite des « terres cuites » dans le catalogue du 1869, abrite de nombreux objets de types et de provenances variées, souvent plus anciens et plus simples que les vases à figures rouges qui remplissent les vitrines à partir de la deuxième salle. On y retrouve 103 terres cuites figurées, des vases à décoration géométrique provenant de trois districts des Pouilles (Peucétie, Daunie et Messapie), une vitrine consacrée à la céramique de Gnathia, des vases d'importation et d'imitation corinthienne et des amphores de transport. L’époque romaine est peu représentée (lampes, urne en marbre). Au milieu de la salle on peut observer un dolium monumental, entouré de deux cratères et une amphore scialbati, typiques de la production de la Daunie.

### Deuxième salle
La deuxième salle est la plus grande du Musée et expose certains des « chefs-d’œuvre » de la collection. Au centre, sur trois troncs de colonne, sont exposés un cratère à volutes apulien géant à figures rouges, typique de la production apulienne tardive (fin IVe siècle av. J.-C.), et deux amphores apuliennes à figures rouges (milieu du IVe siècle av. J.-C.).
Le cratère à volutes est le plus grand de la collection Jatta. Il est attribué au Peintre de Baltimore et représente sur la face principale le meurtre des Niobides par Apollon et Artémis devant leur mère, Niobe, impuissante (le mythe raconte que Niobe avait osé se vanter d’avoir eu quatorze enfants auprès de la déesse Latona, mère de deux enfants seulement : Apollon et Artemis). Un panthéon de Dieux avec Latona en première place, suivent la scène de l’épaule du vase, dans l’indifférence typique de leur statut divin.
Les deux amphores sont attribuées à l’école du Peintre de Lycurgue. L’une représente une scène issue de la tragédie grecque d’Euripide, l’Antigone, et l’autre la remise des armes à Achille par les Néréides, parmi lesquelles on voit Tétis, sa mère, avec le bouclier.  
Deux grandes vitrines modernes exposent les bronzes du musée, récemment restaurés (2005). Il s’agit de casques, cuirasses, de jambières, de ceinturons, de bassins, et de broches ayant appartenu aux élites locales et retrouvés dans les fouilles de Ruvo.

### Troisième salle

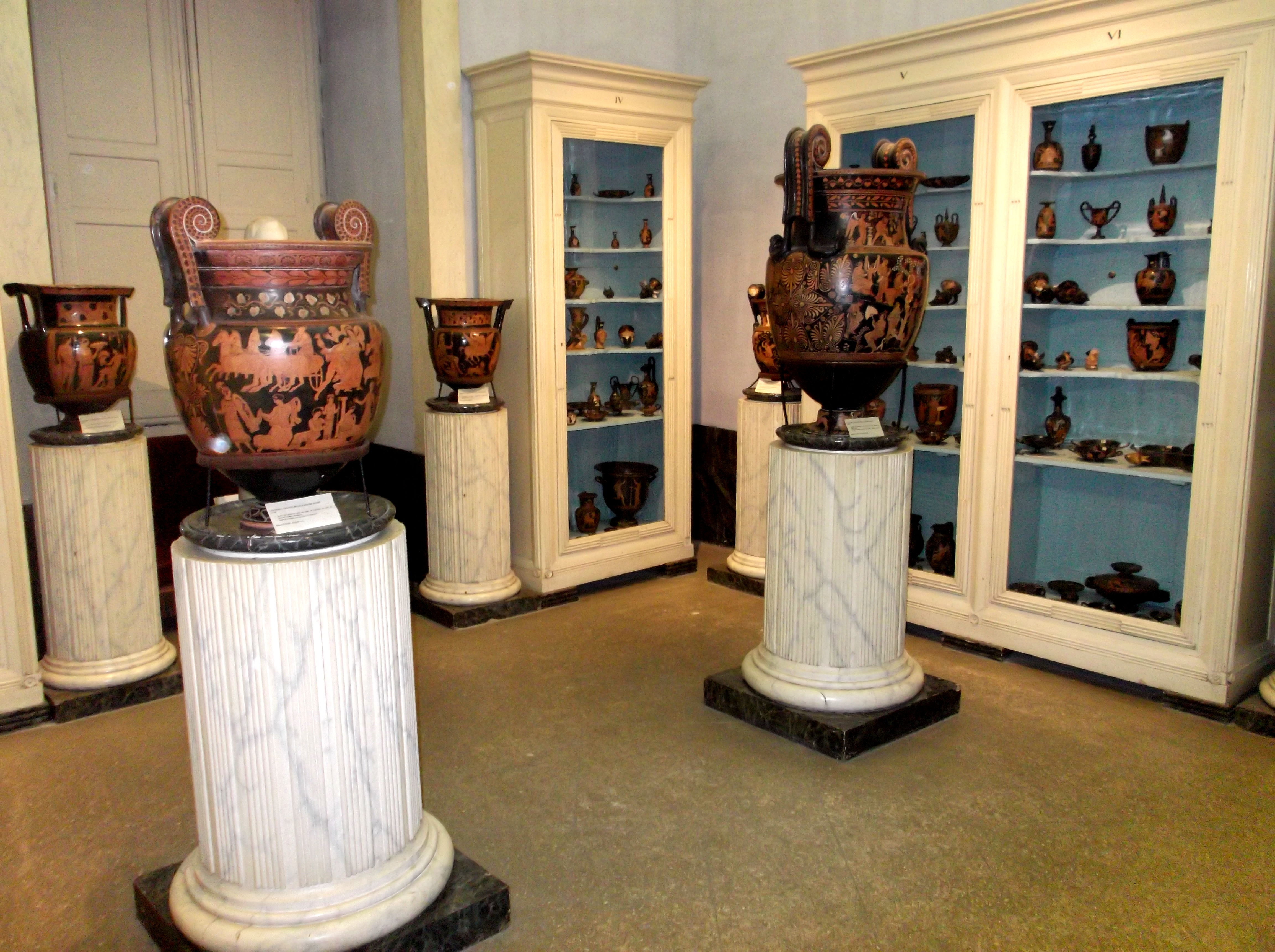
Troisième salle.

Un buste en marbre de Giovanni Jatta fils est placé au fond de la troisième salle. Deux des vases les plus remarquables de la collection sont placés devant lui: le cratère à volutes apulien du Peintre de Sisyphe (fin du Ve siècle av. J.-C.) et le grand cratère à volutes du Peintre de Lycurgue (milieu du IVe siècle av. J.-C.). Le premier, le plus ancien, représente l’enlèvement des filles de Leucippe par les Dioscures et sur la face secondaire une scène de la lutte entre Grecs et Amazones. Le deuxième montre sur la scène principale le jardin de Héra, avec le pommier d’or des Héspèrides et le dragon Ladone.

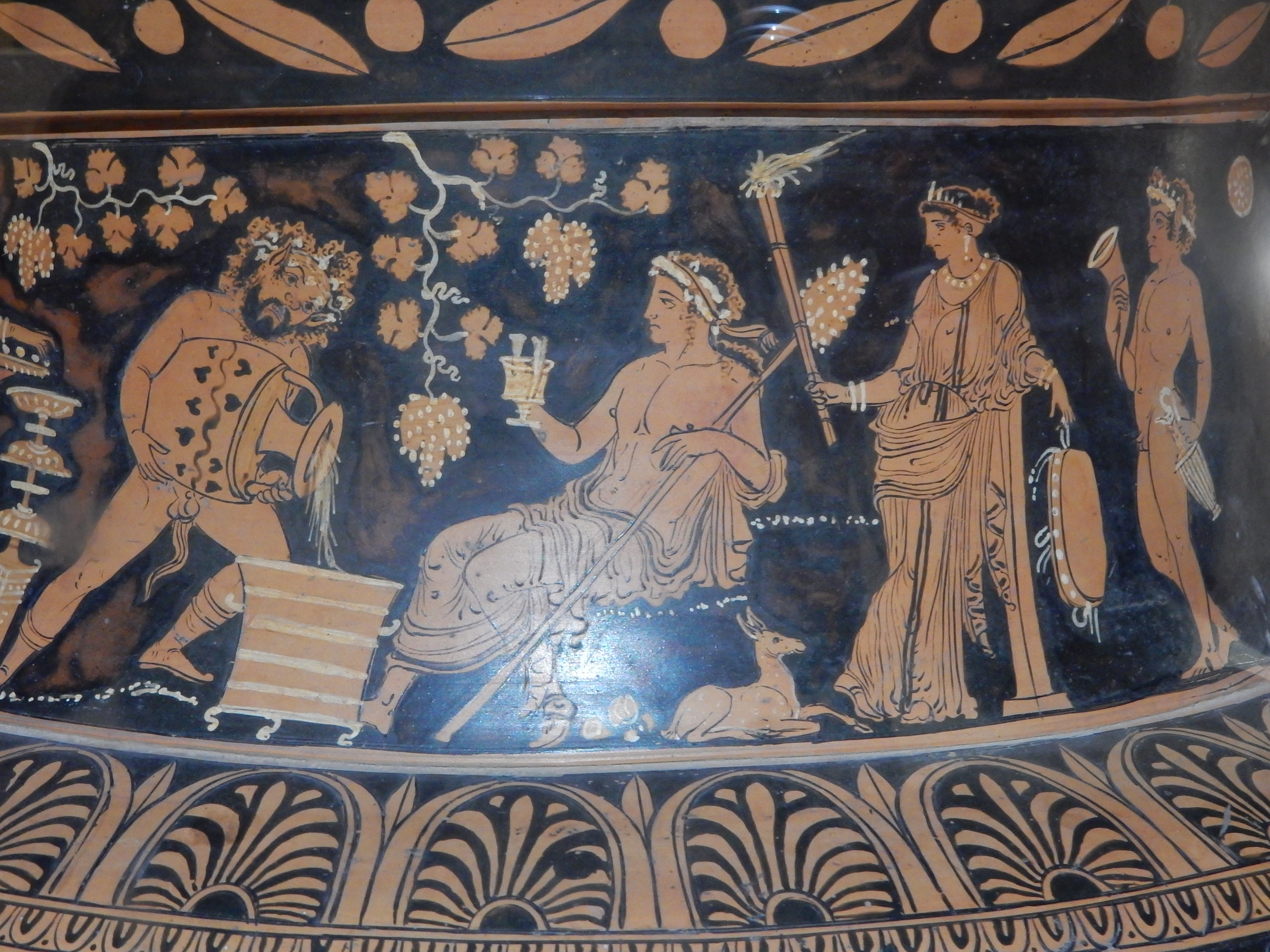
Détail du cratère à volutes du Peintre de Lycurgue.

Cette salle est également connue pour les vitrines placées le long des murs, qui abritent un très grand nombre de rhytà, des vases plastiques zoomorphes (bélier, cheval, lapin, bœuf, âne, griffon) dont la collection Jatta possède environ 70 exemplaires. À l’entrée de la salle, sur un tronc de colonne on peut observer un autre cratère remarquable, attribué au cercle du Peintre de la naissance de Dionysos (début du IVe siècle av. J.-C.). Il représente le défi entre Héraclès et Cycnos, fils d’Ares, debout sur un bige représenté en rare perspective frontale. La beauté des dessins inscrit ce vase dans les plus belles pages de la céramographie apulienne.

### Quatrième salle

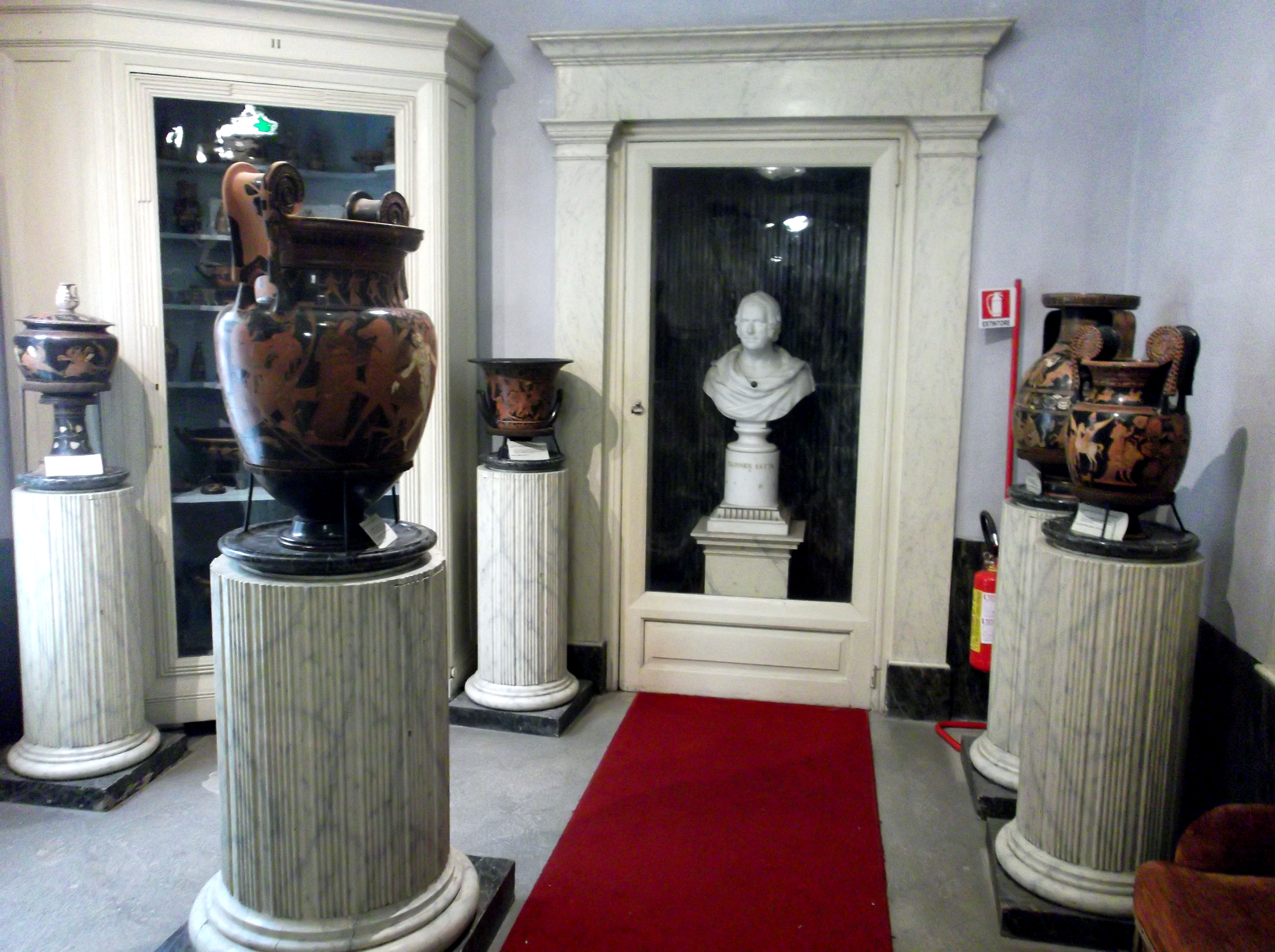
Quatrième salle.

La quatrième salle, où le buste en marbre du fondateur de la collection Jatta, Giovanni Jatta senior, trouve place dans une vitrine/ alcôve conçue exprès, est la plus petite mais abrite une des pièces maîtresses de la collection : le cratère de Talos (fin du Ve siècle av. J.-C.). Œuvre d’un peintre athénien, issu très probablement du cercle de l’école de Phidias et des autres maîtres qui opéraient à la reconstruction artistique de l’Athènes péricléenne. Il est attribué au Peintre d'Amykos: le vase raconte l’histoire de la mort du géant de bronze Talos, don de Zeus à Europe pour la protéger quand Minos s’absentait de l’ile de Crète. On peut voir le géant mourir dans les bras des Dioscures, Castor et Pollux, parmi les Argonautes de retour de Colchide après la conquête de la toison d’or. Les héros sont aidés par la magicienne Médée, qui prépare une potion soporifique afin de tuer Talos qui empêchait aux argonautes de descendre sur l’ile et s’approvisionner d’eau. Les surpeints blancs du géant, la délinéation de la musculature, la tête penchée en arrière et les bras écartés du géant confèrent à sa figure une dimension tridimensionnelle qui la distingue du reste de la composition.

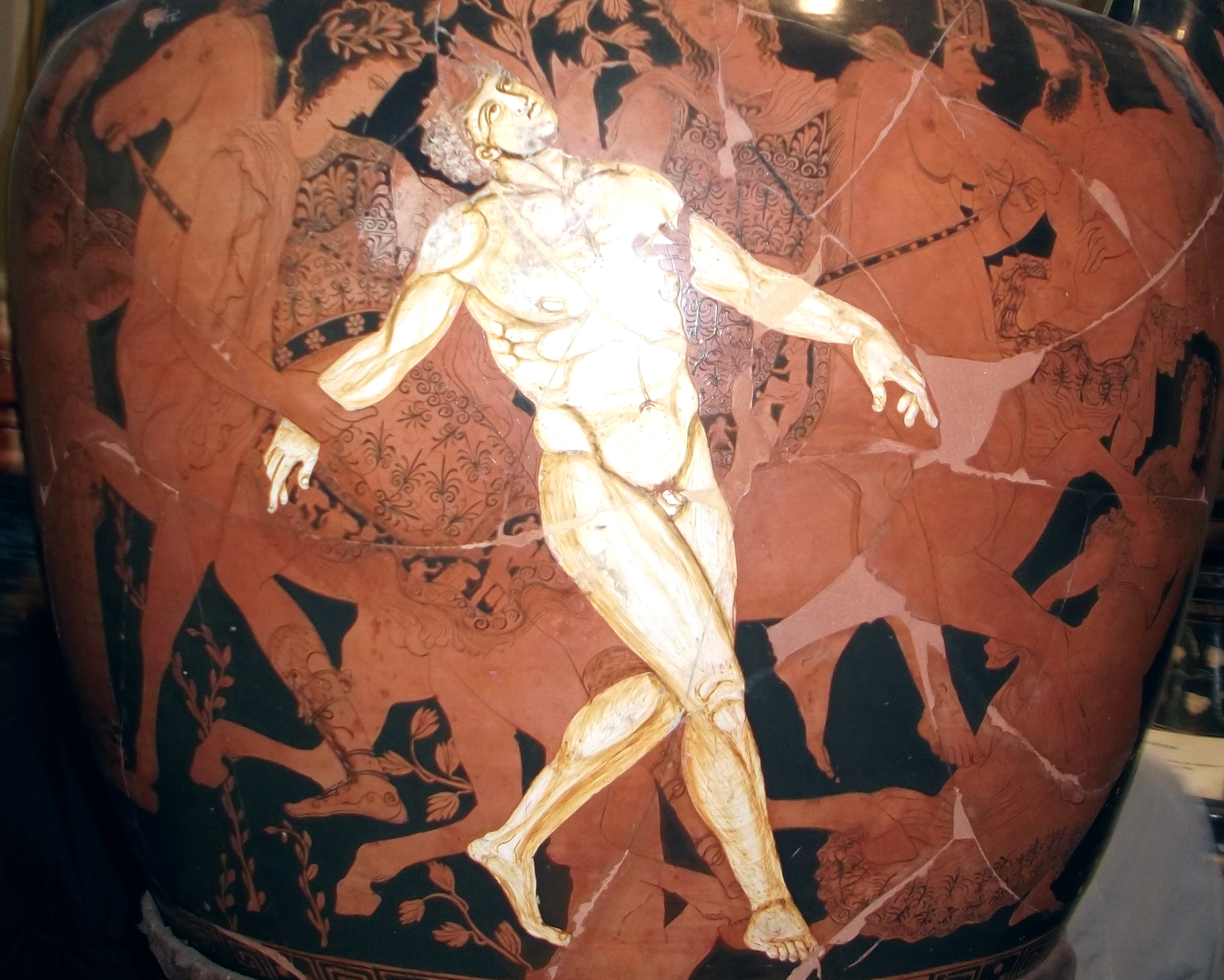
Mort de Talos, détail d'un cratère du

La salle abrite d’autres vases importants. Signalons le cratère apulien à calice du peintre de Tarporley (début du IVe siècle av. J.-C.) qui représente une scène de banquet avec deux figures masculines, dont une est probablement Dionysos, engagés dans le jeu du kòttabos ;  deux exemplaires apuliens de deinos, l’un avec une scène de lutte entre Lapites et Centaures, l’autre avec la remise des armes à Achilles par les Néréides (sujet fréquent dans la collection Jatta), comme sur une peliké apulienne de la même salle, attribuée au cercle du Peintre de Lycurgue (environ 350 av. J.-C.), décorée dans la partie principale avec une scène issue du mythe d’Apollo et Marsias. Enfin, le cratère à volutes du Peintre de la naissance de Dionysos avec Bellérophon (375-350 av. J-C), devant son cheval ailé Pégase, qui reçoit de Preto le fameux message secret de sa mort, destiné à son beau père Iobate.
Dans les vitrines, on peut observer de nombreux objets d’importation et des vases attiques, corinthiens et des îles grecques, des colliers en pâte de verre, témoignant de l’intérêt des frères Jatta pour tous les objets anciens et rares.

## Informations pratiques
Situé au no 35 Piazza Bovio à Ruvo di Puglia, le musée est ouvert tous les jours de 8h30 à 13h30 et le jeudi et samedi de 8h30 à 19h30.